# Eudomar Tovar
Eudomar Rafael Tovar (6 de enero de 1957) es un economista venezolano. Fue Presidente del Banco Central de Venezuela en el año 2013. En 2009 fue nombrado vicepresidente del Banco Central hasta marzo de 2013, fue presidente de Cadivi entre marzo y agosto de 2013.